# Stilbaceae
Stilbaceae ist eine Pflanzenfamilie in der Ordnung der Lippenblütlerartigen (Lamiales).

## Beschreibung

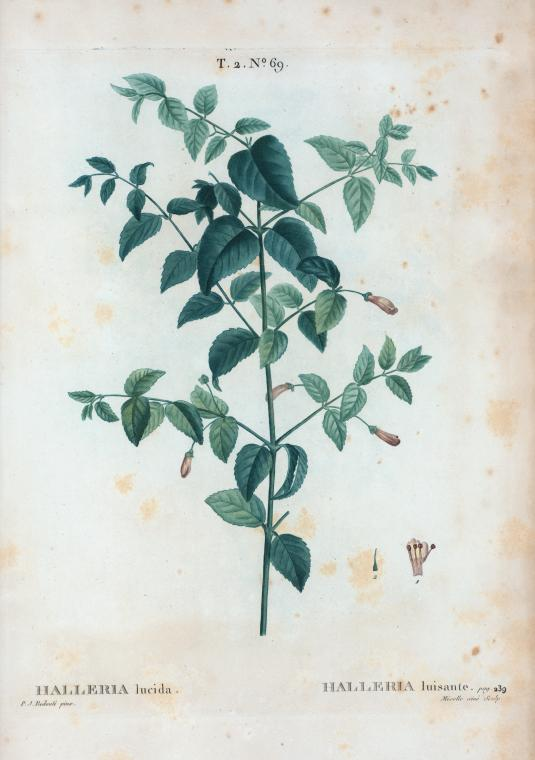
Illustration von Halleria lucida

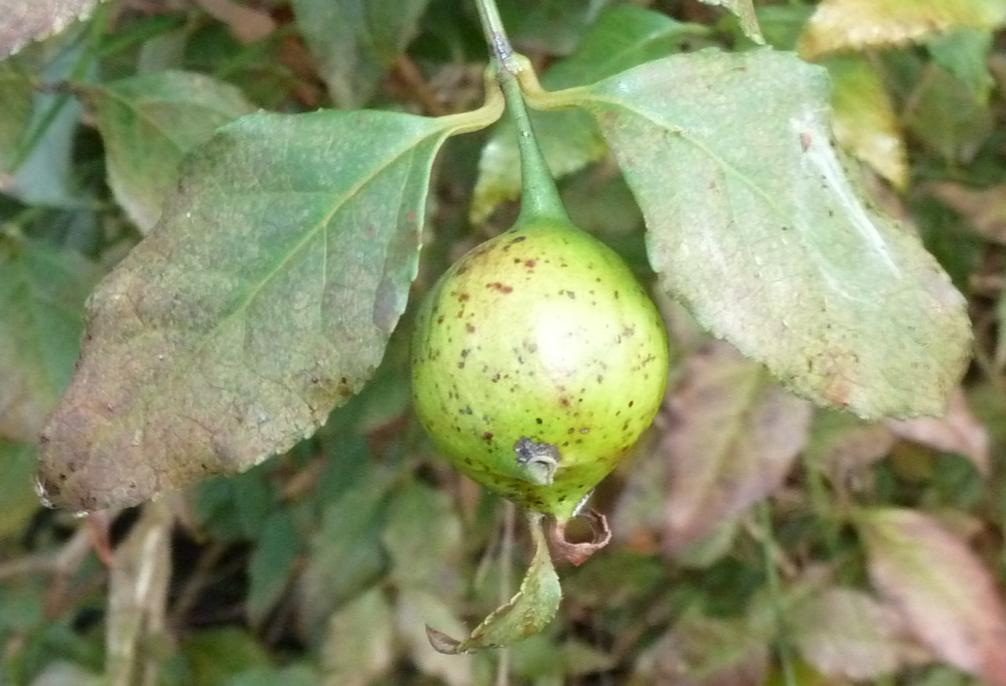
Frucht von Halleria lucida

### Vegetative Merkmale
Bei den meisten Arten handelt sich um Sträucher bis Zwergsträucher, einige Arten sind krautige Pflanzen. Einige Arten sehen im Habitus typischen Heidekrautgewächsen sehr ähnlich (ericoider Wuchs). Die Zweige sind meist dicht quirlständig beblättert. Die einfachen Laubblätter sind ledrig und behaart.

### Generative Merkmale
Die Blüten stehen in kopfigen oder ährigen Blütenständen an den Zweigenden.
Die zwittrigen Blüten sind zygomorph und meist fünfzählig mit doppelter Blütenhülle. Die meist fünf Kelchblätter sind röhrig oder glockenförmig verwachsen und grün. Die vier oder fünf Kronblätter sind zu einer Kronröhre (sie kann röhrig bis trichterförmig sein) verwachsen; sie kann zweilippig enden oder alle Kronzipfel sind gleich lang und geformt. Es ist nur ein Kreis aus vier oder fünf Staubblättern vorhanden. Die Staubblätter können gleich lang und geformt sein oder ungleich sein. Meist sind zwei Fruchtblätter zu einem oberständigen Fruchtknoten verwachsen.
Die Kapselfrüchte bleiben oft bei Reife geschlossen (wirken beerenähnliche) oder sie öffnen sich.

## Ökologie
Die Bestäubung erfolgt durch Insekten (Entomophilie).

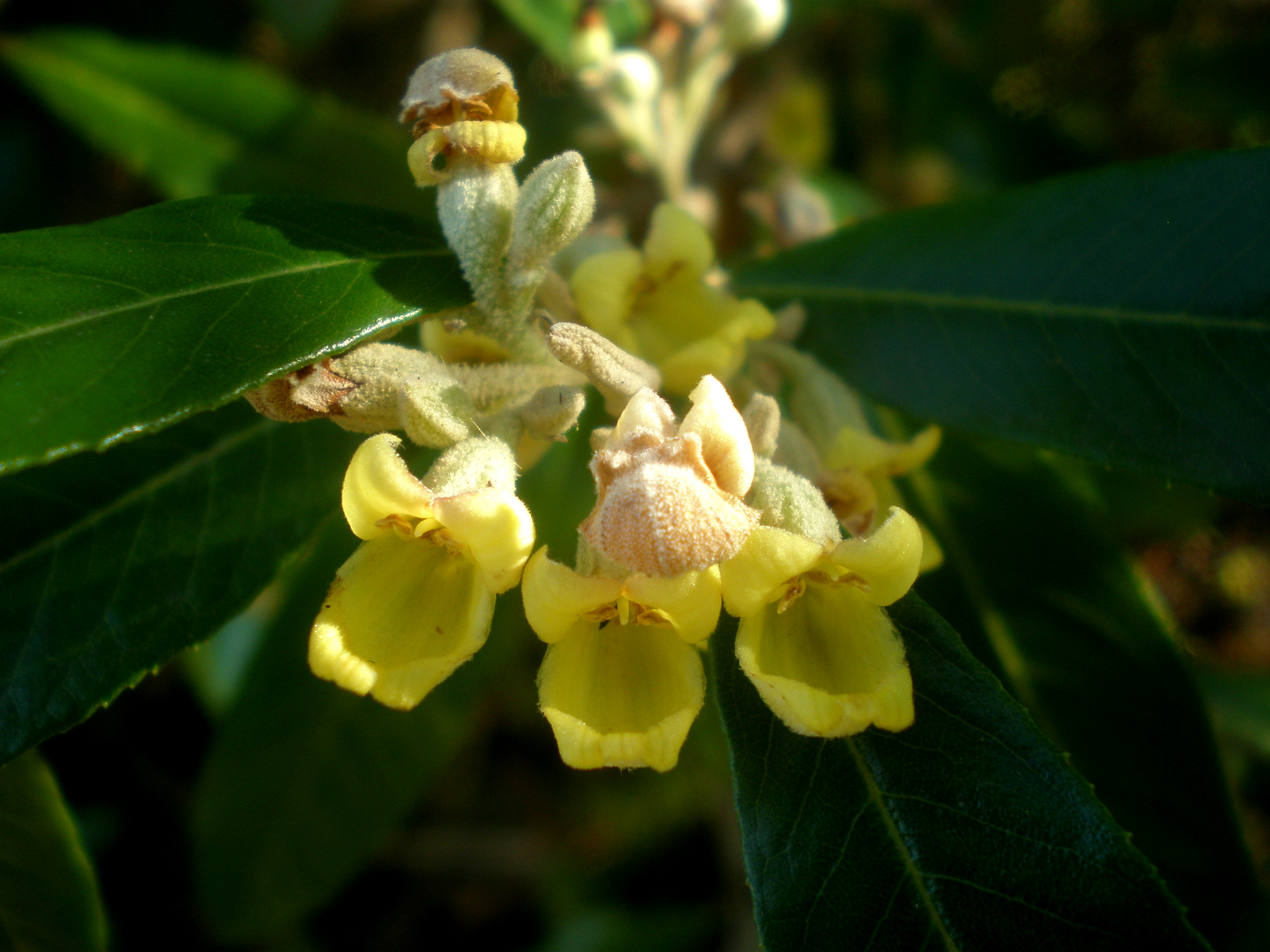
Blüten von Anastrabe integerrima

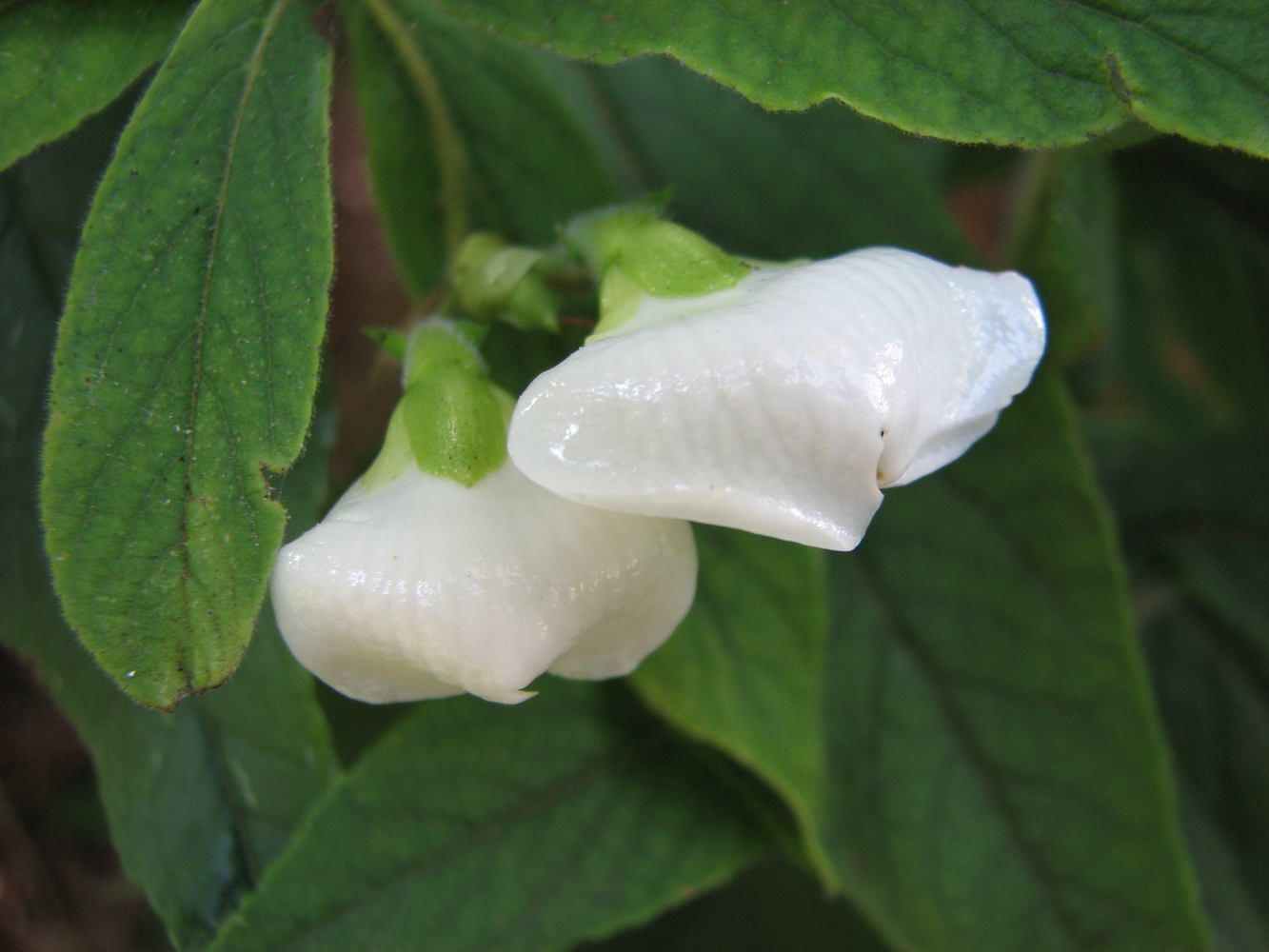
Bowkeria verticillata

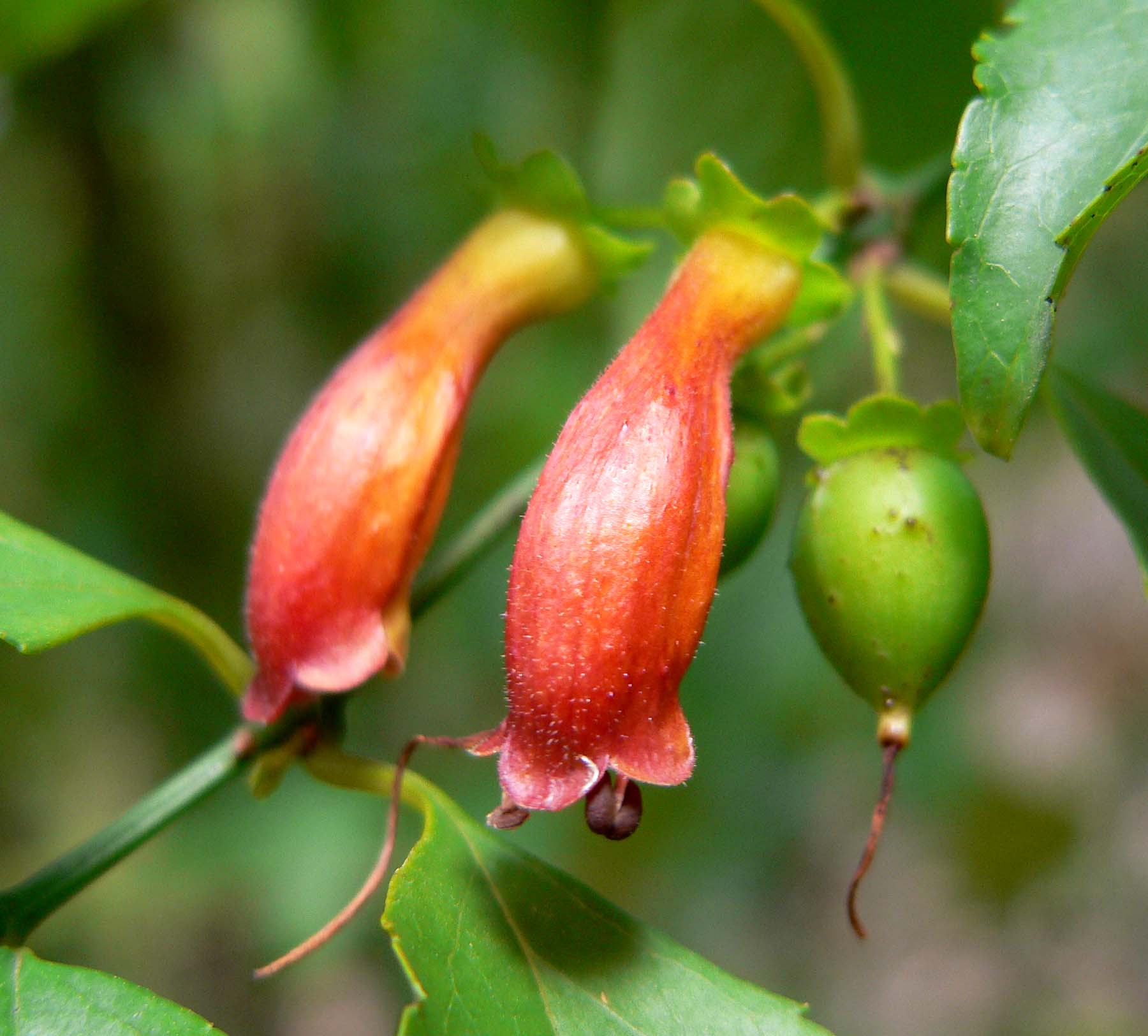
Zygomorphe Blüten mit orangefarbener Kronröhre von Halleria lucida

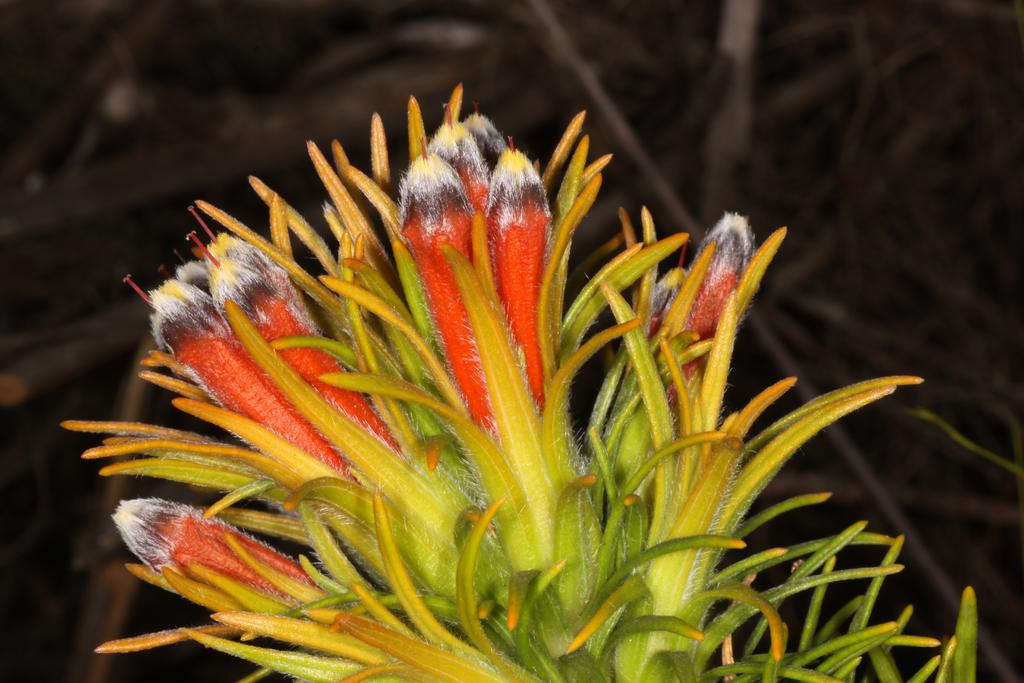
Blütenstand von Retzia capensis

## Standorte
Die Arten der Familie Stilbaceae sind zum Beispiel Bestandteil des ericoiden Fynbos.

## Systematik und Verbreitung
Die Familie der Stilbaceae wurde 1831 durch Karl Sigismund Kunth in Handbuch der Botanik ..., S. 393. aufgestellt. Die Gattungen waren früher in die Familien der Verbenaceae, Retziaceae Choisy und der Scrophulariaceae Juss. Tribus Bowkerieae eingegliedert.
Die Familie der Stilbaceae hat eine Verbreitung in Afrika, auf Madagaskar, den Maskarenen und der Arabischen Halbinsel, mit einem Schwerpunkt der Artenvielfalt in der Capensis. Sie hat also eine rein paläotropische Verbreitung.
In der Familie Stilbaceae gibt es sieben bis elf Gattungen mit etwa 39 Arten:
- Anastrabe E.Mey. ex Benth.: Sie enthält nur eine Art:
  - Anastrabe integerrima E.Mey. ex Benth.: Sie kommt von Mosambik bis Südafrika vor.
- Bowkeria Harv.: Die nur drei Arten (es sind mehr Namen veröffentlicht, es handelt sich aber um Synonyme) sind im südlichen Afrika verbreitet, beispielsweise kommen sie in den südafrikanischen Provinzen Ostkap, Free State, KwaZulu-Natal und Mpumalanga vor.[3] Sie werden als Zierpflanzen verwendet.
- Campylostachys Kunth: Sie enthält seit 2012 zwei Arten:[4]
  - Campylostachys cernua (L. f.) Kunth: Sie kommt nur in der südafrikanischen Provinz Westkap vor.[5]
  - Campylostachys helmei J.C.Manning & Goldblatt: Sie wurde 2012 aus dem Westkap erstbeschrieben.[4]
- Charadrophila Marloth: Sie enthält nur eine Art:
  - Charadrophila capensis Marloth: Sie kommt nur in der südafrikanischen Provinz Westkap vor.[6] Ihre Chromosomenzahl beträgt 2n = 20.[7]
- Euthystachys A.DC.: Sie enthält nur eine Art:[4]
  - Euthystachys abbreviata (E.Mey.) A.DC.: Sie kommt nur in der südafrikanischen Provinz Westkap vor.[8]
- Halleria L.: Von den nur vier Arten sind zwei im tropischen bis südlichen Afrika verbreitet und zwei kommen auf Madagaskar vor.
- Ixianthes Benth.: Sie enthält nur eine Art:
  - Ixianthes retzioides Benth.: Sie kommt nur in der südafrikanischen Provinz Westkap vor.[9]
- Kogelbergia Rourke: Die nur zwei Arten kommen in der südafrikanischen Provinz Westkap vor.[4][10]
- Nuxia Comm. ex Lam.: Die etwa 15 Arten kommen vom tropischen bis ins südliche Afrika, auf Inseln in Indischen Ozean und auf der Arabischen Halbinsel vor.[4]
- Retzia Thunb.: Sie enthält nur eine Art:
  - Retzia capensis Thunb.: Sie kommt nur in der südafrikanischen Provinz Westkap vor.[11]
- Stilbe Bergius: Die etwa sieben Arten kommen nur in der südafrikanischen Provinz Westkap vor.[4][12]
- Thesmophora Rourke: Sie enthält nur eine Art:
  - Thesmophora scopulosa Rourke: Dieser Endemit kommt nur auf den Bergspitzen am Michell’s Pass nahe Ceres in der südafrikanischen Provinz Westkap vor.[13]